# 유공자
《유공자》는 2021년에 개봉한 대한민국의 영화이다.

## 캐스팅
- 박해택 : 박일래 역
- 오승희 : 오승희 역
- 김새벽 : 꼭지 역
- 장리우 : 박지영 역
- 한근섭 : 박정민 역
- 명계남 : 김동하 역
- 김금순 : 집주인 역
- 장준호 : 의사 1 역
- 변진수 : 의사 2 역
- 최필상 : 의사 3 역
- 이다해 : 간호사 역
- 이란희 : 중국집 사장 역
- 심운섭 : 인부십장 역
- 심수아 : 도우미 역
- 김선경 : 혁명회 사무원 역
- 김시윤 : 꼭지아기 역
- 노량진 : 행인 행인 역
- 김호수 : 아나운서 역
- 박상훈 : 신의음성 역
- 황정원 : 버스 아줌마 역
- 서임철 : 혁명회원 1 역
- 문성지 : 혁명회원 2 역
- 윤찬웅 : 혁명회원 3 역
- 윤상훈 : 형사 2 역
- 허재원 : 정민친구 역
- 나아름 : 수간호사 역
- 이정민 : 수퍼주인 역
- 이겸 : 인부 1 역
- 이도군 : 인부 2 역
- 손경원 : 인부 3 역
- 신세용 : 중국요리사 역
- 이상현 : 포장마차손님 역
- 권상표 : 택시기사 역
- 전재수 : 도박장노인 1 역
- 김도현 : 도박장노인 2 역
- 전태진 : 도박장노인 3 역
- 김영만 : 도박장노인 4 역
- 이성길 : 도박장노인 5 역
- 김학봉 : 응급구조원 1 역
- 이충식 : 응급구조원 2 역
- 한대수 : 최장학 역 (특별출연)
- 김종구 : 보훈처 과장 역 (특별출연)
- 권혁풍 : 일래친구 역 (특별출연)
- 이장유 : 한식 역 (특별출연)
- 유순철 : 정 기자 역 (특별출연)
- 권오진 : 형사 1 역 (특별출연)